# Pasta Poiatti
Poiatti SPA o más simplemente Poiatti, es una empresa de fabricación de Pasta italiana con sede en Sicilia.

## Historia
Domenico Poiatti, nacido en 1921, en 1940 dejó Pian D'Artogne para el servicio militar. Llega a Mazara del Vallo se enamora de Eleonora, una chica local.
Domenico lleva a su pequeña familia a su natal Pian D'Artogne; aquí trabaja en el antiguo molino de su tío, alimentado por agua, que muele maíz y castañas secas, pero Poiatti regresó a Mazara en 1946. Domenico abre una tienda de alimentos, luego compra una pequeña fábrica de pasta artesanal que se convirtió en la empresa actual.

## Producción
Hoy, Poiatti produce 100 formas de pasta con trigo siciliano, desde sémola de trigo duro hasta huevo, desde productos elaborados con bronce hasta Cuscús.

## Plantas, empleados y facturación
Poiatti SPA tiene planta en Sicilia, en Mazara del Vallo, y 60 empleados.

## Distribución
En Italia, la pasta Poiatti es comercializada y distribuida directamente por la empresa. En el mercado extranjero (Europa, Estados Unidos, Canadá, Australia y Brasil) la distribución es gestionada por socios locales.